# 天主教献县教区
天主教献县教区（拉丁語：Dioecesis Scienscienensis）是罗马天主教在中国河北省东南部设立的一个重要教区。

## 历史
献县地区的天主教团体可以追溯到17世纪初的利玛窦时代，是中国最古老的天主教团体之一。

### 开创
1856年5月30日，教廷将北京教区改为3个代牧区：直隶北境代牧区（主教座堂在北京）、直隶西南代牧区（主教座堂在正定）和直隶东南代牧区。前2个教区都由法国遣使会负责，而直隶东南代牧区交给法国耶稣会负责，成为耶稣会在中国开辟的两大教区之一（另一个是以上海徐家汇为中心的江南代牧区）。直隶东南代牧区（Vicaria Apostolique Du Tcheli-Sud-Est）包括河间、大名、广平3府，冀、深2州、35个县，成立时有9505名信徒，上海徐家汇耶稣会院长郎怀仁为该区主教。1857年3月22日，郎主教在保定乡间由北京教区孟振生（Mouly）主教秘密祝圣。
教区成立后，总堂设在威县赵庄，由于遭受两次匪患，1861年10月，总堂迁至献县张庄，并开始建造可容纳2000余人的哥特式建筑献县张庄耶稣圣心主教座堂，到1866年3月28日落成祝圣。主教座堂建成之前的1865年，由于来访的江南代牧区年主教染霍乱身亡，于是郎怀仁主教调任江南代牧区，第2任主教为杜巴尔（Eduard Dubar）。
1878年，杜主教在华北五省大饥荒期间染疫病身亡。当时教友增至26023人。
1880年，步天衢（Bulte）主教被任命为直隶东南代牧。1900年10月14日庚子之乱平定后不久去世，当时教区有圣堂674座，教友50575人。
1900年夏，教区遭遇了最为严峻的考验――庚子事变，674座圣堂几乎全部被毁，5万名教友中有5153名教友被杀害，还有4位神父也遭杀害，仅在景县朱家河一个村庄，就有3000余名教友遇难。
4 位神父为：
Léon-Ignace Mangin 任德芬
Modeste Andlauer 路懋德
Rémy Isoré 赵席珍
Paul Denn 汤愛玲

### 繁荣
马泽轩（Magnet）主教任职期间（1901年—1918年），教友人数迅速增加，突破10万大关。
刘钦明（Lecroart）主教任职期间（1919年—1936年），教务蒸蒸日上。
1923年，献县教区在天津马场道创办了天津工商学院，是天主教在华创办的第二所高等院校。 
1924年12月3日，直隶东南代牧区根据主教座堂所在地改名为献县代牧区。刘钦明在上海会议上以拉丁文撰写了著名的“奉献中国于圣母诵”。
这一期间，主教座堂占地七百余亩，有6座圣堂，14座楼房，平房数百间，总计房舍有1300间，还建有花园、鱼池、运动场等，驻堂人员达1200人（不算学生）。
总堂机构分东西两大院。东大院都是男性机构，有主教府、大修院、耶稣会院、初学院、文学院、哲学院、小修院和慕华中学。西大院都是女性机构，有若瑟医院、4个女修会（加拿大宝血会、法国拯亡会、国籍炼灵主母会、献堂会）及女校和育婴堂。
总堂内还有不少工厂、作坊，有发电房、制药厂、木器厂、白铁厂、酿酒厂、绣花房、洗衣房等，特别是献县印书房1874年成立，在中外宗教界学术界享有声誉。

### 划分教区
1929年5月13日，教廷将广平府10县划出设立永年代牧区，教友39084名，由中国非会士司铎管理，首任代牧为崔守恂主教。
1936年3月29日，教宗又将大名府6县划出设立大名监牧区，教友37000人，由匈牙利耶稣会管理，首任监牧为查宗夏（Szarvas）主教。
1939年4月27日，景县监牧区成立，版图为河间府南部及冀州12个县，教友约3万人。献县教区在分出3个教区后辖9个县，教友尚有61464人。

### 苦难
1937年12月2日，教宗任命赵振声为献县教区首任国籍主教，1938年3月27日祝圣。这时中日战争已经爆发，主教座堂的西大院也被日军强占（1942年）。
抗日战争期间，献县教区发生了2次不幸事件：
- 1939年7月15日，教区设在河间的大修院有24名师生被日军认为私通八路军而遭活埋。当时，新成立的景县教区由奥地利主教负责，于是献县、永年、大名和景县4个教区为安全起见，联合在景县开办若石总修院（St. Joseph Seminary）。
- 1941年9月8日，教区云台山墓地附近有3名亲日分子被抗日小分队杀死，致使神父、修士、贞女等19人被日军枪挑、活埋。

抗战结束后，1946年4月11日，梵蒂冈在中国实行圣统制，献县代牧区也改为正式的献县教区。
1945－1946年间，河北农村大部分地区已经被共产党占领，献县及其附近的教区开始遭受严厉的清算斗争，莫名其妙的巨额赔款使教区经济陷入拮据。献县耶稣会和在景县的若石总修院都被迫迁移到北平，赵主教也流亡到平津一带。1947年，赵振声主教接替赴美的田耕莘枢机代理北平总主教。1949年春－1953年，在交河县郝村和献县东双坦一带秘密传教，后回教区续掌教务。1949年，献县教区在全国各教区中第一个转移大批修生出境，到达菲律宾。
1949年，政府医院、中学、粮库占用主教座堂4／5的房屋。1955年，东大院为人民委员会和中学相继占用。1956年，县卫生院改名献县人民医院，又占用整个西大院。
1956年到1958年，在反右运动中，又有大批神父入狱。
1966年，文化大革命开始，天主教会遭到了毁灭性的打击，教区各机构全数关闭，主教座堂被拆毁，主教、神父、修女、教友受尽凌辱、监禁和苦刑，无一幸免，仅死于狱中的神父就有十几位。1967年2月25日，赵振声主教被捕，1968年10月15日死于狱中。虽然在这时进行传教有批斗、监禁甚至死亡的危险，但仍有数以百计的神父、修女、教友冒着危险秘密传教。

### 复兴
1979年圣诞节，教区大部分神父连续举行多台露天弥撒，多年受压抑的大批教友从几十里甚至上百里外连夜赶来，每天成群结队地跟着神父，不停的参与弥撒。当时献县教区有5万教友。   　　
1981年12月25日，张庄小教堂开放，弥撒从午夜零时开始，有4500人参礼。此后，教区陆续修复教堂百余座。
2003年10月1日，耶稣圣心主教座堂重建完工，举行祝圣典礼。2006年，在此举行教区成立150周年庆典活动。 

## 历任主教
- 郎怀仁（Msgr. Adrien Languillat，S.J. 1856－1864），法籍耶稣会士。1865年改任江南代牧区主教。1878年逝于上海徐家汇耶稣会院。
- 杜巴尔（Msgr. Eduard Dubar，S.J. 1864－1878），法籍耶稣会士。
- 步天衢（Msgr. Henri Bulte，S.J. 1880－1900），法籍耶稣会士。
- 马泽轩（Msgr. Henri Magnet，S.J. 1901－1919），法籍耶稣会士。
- 刘钦明（Msgr. Henri Lecroart，S.J.1919－1936）法籍耶稣会士。
- 赵振声（圣名方济各·沙勿略，1937－1968），首任国籍主教，耶稣会士。1894年生于河北景县。
- 刘定汉（圣名若望，1982-1998荣休，2007年去世），耶稣会士。1917年生于天津，1950年晋铎。
- 侯经文（圣名伯多禄， 1998－1999）1927年生于献县，1956年晋铎。1998年由刘定汉主教祝圣为献县教区主教。
- 李连贵（圣名若瑟，2000－）1964年生于献县，1991年晋铎。1999年献县教区侯经文主教遭遇车祸去世，李连贵主持教区教务。经教宗批准，2000年3月20日，在献县总堂由退休的刘定汉主教祝圣为主教。